# DokiDoki☆ドリームキャンパス
DokiDoki☆ドリームキャンパス（ドキドキドリームキャンパス）は、2010年4月1日に始動したライブを中心に活動する女性アイドルグループ。

## 概要
“育成&サバイバル”をテーマに、ライブ、ブログなどの活動を先生（ファン）に評価してもらい、それを参考にメンバーのポジションは随時変動していくユニットであった。盛り上げ隊長はいるもののリーダーは存在せず、「あえて言えば、全員がリーダー」（菜月談）。
1stシングル、2ndシングルは評価ポイントによる選抜メンバーだったが、3rdシングルは先生方（ファン）による候補楽曲への投票によりメンバー念願の全員参加の曲になった。4thシングルは全員参加であったが、メンバーの人気評価でポジションを明確にした。このときのセンターは森谷まりん。
ライブへの参加メンバーは、選抜というよりは、各人の個人活動との兼ね合いにより出演できるメンバーにより決まる。メンバー変動に備えて各メンバーはあらゆるポジションの練習をしている。専用教室（ステージ）は秋葉原のAkiba On Stage。2013年以降は森谷と末永の2人組となり、同年6月に一時解散宣言をし、活動休止。

## 略歴
2010年
- 3月30日、公式アメーバブログ開設。
- 4月1日、「オンナノコノウタ@morph-tokyo」〜Supported by エンタ!371〜にてお披露目。
- 4月28日、デビューシングル「yes,Do it!」発売。
- 5月8日、高岡未來、うさの日登美、卒業。
- 5月26日、参加オムニバスアルバム「アニメ☆ダンス BEST GIG」発売。
- 7月6日、大江朝美、卒業。「特別委員」に。
- 7月7日、2ndシングル「キャラメル★ハート」発売。

2011年
- 1月12日、3rdシングル「ぴんぽんダッシュ」発売。
- 6月4日、仲里まゆ、卒業。
- 7月16日、末永みゆ、橋本まみ、中村彩、彩川ひなの、メンバー加入。（二期生）
- 8月23日、4thシングル「Jelly☆Beans」発売。
- 10月25日、吉田ユウ、滝口成美、卒業。

2012年
- 2月6日、桜井こはる、橋本まみ、中村彩、彩川ひなの、卒業。
- 2月14日、公式Webサイト開設。同時に公式マネジメント組織トリプルDプロ設立
- 5月15日、高橋まどか、卒業。
- 6月8日、秋月ゆめ、双葉璃子、結木美月、加藤育実、大空舞、メンバー加入。（三期生）
- 6月27日、菜月アイル、卒業。
- 8月26日、5thシングル「HAPPY×ハッピ×HAPPY」発売。
- 9月30日、加藤育実、脱退。
- 12月5日、秋月ゆめ、双葉璃子、大空舞、ALLOVERに参加。

2013年
- 6月18日、一時解散。

## メンバー
キャッチフレーズは、2011年7月の新メンバー加入で刷新された。
- 森谷まりん（もりや まりん、1993年2月27日 - 、東京都）156cm B82 W58 H85 S23.5 A型 ポセイドンエンタテインメント所属
  - 新「恥かしいから猫かぶっちゃうけど許してね。みんなはまりんの王子様！森谷まりんです。」
  - 旧「みんなはまりんの王子様！森谷まりんです。」
- 末永みゆ (すえなが みゆ、1995年11月4日 - 、東京都) 161cm B72 W54 H71 S24.0 AB型 ポセイドンエンタテインメント所属
  - 「くるるん、くるるん、くるるんぽん！ちょっとブリっ子な魔法使い（見習い）のみゆゆこと末永みゆです。」

## 元メンバー
- 吉田ユウ（よしだ ゆう 、1986年5月24日 - 、千葉県) 158cm B86 W57 H83 S23.0 A型 ピーナッツプロモーション所属
  - 「ドキドキドリームキャンパスのセクシーおねぇさんです。今日も衣裳の下はお花畑。よしゆうこと吉田ユウです。」
- 高橋まどか（たかはし まどか、1989年5月16日 - 、静岡県沼津市）AB型 ジャパン・ミュージックエンターテインメント所属
  - 新「いつもふわふわ不思議ちゃん、今日もあなたのハートをわしづかみ！まどちこと高橋まどかです。」
  - 旧「あなたのハートを狙い撃ち！まどちこと高橋まどかです。」
- 大江朝美（おおえ ともみ、1989年6月15日 - 、東京都）158cm B84 W60 H86 A型 エクスィードアルファ所属
- 夏音（かのん、1990年8月24日 - 、千葉県）163cm B84 W56 H85 S24.5 AB型 HappyStrike(ハッピーストライク)所属
  - 新「あんまり空気読めないけど、ドキドキいちの元気っ娘、雨が降っても槍が降ってもみんなの太陽！かののんこと夏音です。」
  - 旧「昼でも、夜でも、みんなの太陽！夏音です。」
- 菜月アイル（なつき あいる、1991年6月27日 - 、神奈川県）162cm B78 W58 H87 S24.5 O型 ポセイドンエンタテインメント所属
  - 新「ちょこっとお茶目なイケメン盛り上げ隊長！アイアイこと菜月アイルです」
  - 旧「イケメン盛り上げ隊長！アイアイこと菜月アイルです」
- うさの日登美（うさの ひとみ、1992年4月20日 - 、大阪府）159cm B85 W60 H88 S23.0 ポセイドンエンタテインメント所属
- 桜井こはる（さくらい こはる、1992年6月23日 - 、東京都）162cm B88 W60 H90 S24.0 A型 ポセイドンエンタテインメント所属
  - 新「ドキドキいち緊張しぃです。とっても甘えん坊なみんなの妹、こはるんこと桜井こはるです。」
  - 旧「こはるスマイル見逃すなよ！こはるんことこはるです。」
- 滝口成美（たきぐち なるみ、1993年2月9日 - 、神奈川県）157cm B80 W59 H84 B型 twitter,スパイラル･エンタテインメント所属
  - 新「サラサラヘアーで目指せ！ちょっぴりどSなヤマトなでしこ、なるること滝口成美です。」
  - 旧「ドキドキのミステリアス・ガール、なるること滝口成美です。」
- 加藤育実(かとう いくみ、1993年10月14日 - 、大阪府) 155cm B77 W59 H84 S23 A型
  - 「アニメ漫画大好き全力少女、永遠の17歳、加藤育実ですっ『1＋9＋3＝いくみ』で覚えて下さいっ♪」
- 中村彩 (なかむら あも、1994年5月15日 - 、埼玉県) 145cm B78 W60 H77 S22.0 O型 スパイラル･エンタテインメント所属
  - 「身長は一番小さいけどやる気は2人分詰まってます。ドキドキのちび担当、あーやんこと中村彩です。」
- 双葉璃子(ふたば りこ、1994年10月30日 - 、神奈川県) 161cm A型
  - 「ちょっぴり和風な癒し系茶道ガール、今日もがんばりこぴん、高校3年生のりこぴんこと双葉璃子です」
- 橋本まみ (はしもと まみ、1994年11月16日 - 、東京都) 148cm B78 W56 H80 S23.5 O型 スパイラル･エンタテインメント所属
  - 「毎日大好きなマシュマロとやわらかさを競っています。ドキドキのマシュマロ娘、まみちょんこと橋本まみです。」
- 高岡未來（たかおか みく、1994年12月10日 - 、東京都）154cm B80 W59 H85 B型 ポセイドンエンタテインメント所属
- 彩川ひなの (あやかわ ひなの、1995年6月20日 - 、東京都) 155cm B78 W58 H78 S21.5 O型 スパイラル･エンタテインメント所属
  - 「元気をあなたの耳元にお届けします。萌え萌えボイスは恋の始まり！ひなりんこと彩川ひなのです。」
- 秋月ゆめ(あきづき ゆめ、1995年8月3日 - 、埼玉県) 155cm A型
  - 「今夜は、あなたとあなたとあなたと、ん～…あなたの夢に出てきちゃうぞ♥高校2年生、17歳のゆめたんこと秋月ゆめです」
- 結木美月(ゆいき みづき、1995年12月14日 - 、千葉県) 153cm A型
  - 「ほっぺの柔らかさは世界一。ぷにぷにほっぺの17歳。づっきーこと結木美月です」
- 仲里まゆ（なかざと まゆ 、1997年7月23日 - 、東京都）144cm B70 W55 H69 S22.5 A型 Casting.jp所属
  - 「実年齢は13歳、精神年齢は42歳のまあちこと仲里まゆです。」
- 大空舞(おおぞら まう、1998年4月4日 - 、東京都) 160cm A型 
  - 「今日も大空舞っちゃうよ！中学2年生、14歳の大空舞(おおぞらまう)です」

## 作品

### シングル
- yes,Do it!（2010年4月28日） - 大江朝美、森谷まりん、高橋まどか、夏音。
- キャラメル★ハート （2010年7月7日） - 森谷まりん、高橋まどか、滝口成美、吉田ユウ、菜月アイル。
- ぴんぽんダッシュ（2011年1月12日） - 森谷まりん、高橋まどか、滝口成美、吉田ユウ、菜月アイル、仲里まゆ、夏音。
- Jelly☆Beans（2011年8月23日） - 森谷まりん、高橋まどか、滝口成美、吉田ユウ、菜月アイル、夏音。
- HAPPY×ハッピ×HAPPY（2012年8月26日） - 森谷まりん、末永みゆ、加藤育実、双葉璃子、秋月ゆめ、大空舞、結木美月。

### アルバム
- アニメージュ32周年企画『アニメ☆ダンス BEST GIG』（2010年5月26日、FARM RECORDS） - 「止マレ!」（涼宮ハルヒの憂鬱）。

### 映像作品
- DokiDoki☆ドリームキャンパスPVクリップ集（2012年10月6日）
- DokiDoki☆ドリームキャンパス メモリアルDVD2013（2013年6月18日）

## 出演

### テレビ番組
- 「オンナノコノライブ」（2010年5月1日 - 25日、スカパー!エンタ!371）
- 秋葉系アイドルチャンネル #4 (2011年8月26日、BS11)

### ワンマンライブ
- 1stワンマンライブ「DokiDoki創立記念日～1周年～」（2011年4月23日）新宿OREBAKO
- 2ndワンマンライブ「卒業」～仲里まゆ卒業公演～（2011年6月4日）SHIBUYA DESEO
- 3rdワンマンライブ「G～卒業×卒業～」（2011年10月25日）渋谷Starlounge
- 4thワンマンライブ「D9～結成20ケ月記念ワンマン～」（2011年12月1日）SHIBUYA DESEO
- 5thワンマンライブ「Destiny」～桜井こはる・橋本まみ・中村彩・彩川ひなの卒業式～（2012年2月6日）六本木morph-tokyo

### DokiDoki主催ライブ
- ドキアニ～毎月1日はDokiDokiの日♪～（2011年5月1日 - 11月1日 毎月1日開催）
- DokiDoki☆大会議2011 in Akiba on Stage（2011年10月21日 - 原則第2・4金曜日開催、AKIBA ON STAGE(秋葉原ソフマップ2号店8F)）

### 参加ライブ（対バン、ゲストほか）
- 『オンナノコノウタ@morph-tokyo』〜Supported by エンタ!371〜（2010年4月1日開場17:00 開演17:30） morph-tokyo
- GIRLs-RockPop stadium（2010年4月3日）初台The DOORS
- ファンタスティック（2010年4月7日開場17:45 開演18:00）SHIBUYA DESEO
- なっちゃん&もっさんpresents〜ファンタスティック〜（2010年4月11日開場10:15 開演10:45）原宿RUIDO K4
- GIRLs-RockPop stadium（2010年4月11日）表参道FAB
- FINGER MARK PARK vol.24（2010年4月12日開場18:00 開演18:30）[表参道FAB]
- SHUFFLE×SHUFFLE×SHUFFLE（2010年4月24日）吉祥寺SHUFFLE
- GIRLS☆STAGE 20･21（2010年4月25日）新宿RUIDOK4
- CDデビュー直前!! DokiDoki放課後スペシャルライブ（2010年4月26日）表参道FAB
- GIRLs-RockPop stadium〜ゴールデンウィーク vol.2＠TOKYO×Deepa〜（2010年5月1日）大塚Deepa
- GIRLs-RockPop stadium〜ゴールデンウィーク vol.4＠TOKYO×DESEO～（2010年5月4日）SHIBUYA DESEO
- PigooHD スペシャルライブ「GIRLS POP NEXT 2nd」（2010年5月5日）よしもとプリンスシアター
- GIRLs-RockPop stadium〜ゴールデンウィーク vol.5＠TOKYO×Glad〜（2010年5月5日）Glad
- 『オンナノコノウタ＠morph-tokyo』〜Supported by エンタ!371〜（2010年5月6日）morph-tokyo
- GIRLs-RockPop stadium〜ゴールデンウィーク FINAL＠TOKYO×FAB〜（ 2010年5月9日）表参道FAB
- DokiDoki☆ドリームキャンパス オリコンデイリー17位おめでとう&ありがとう公演（2010年5月15日）石丸電気
- GIRLS SPLASH 11（2010年5月15日）池袋RUIDO K3
- GIRLs-RockPop stadium（2010年5月16日）吉祥寺CLUB SEATA
- Finger Mark Park vol.25 （2010年5月17日）表参道FAB
- ファンタスティック（2010年5月22日）新宿RUIDO K4
- GIRLs-RockPop stadium（2010年5月23日）表参道FAB
- RING×RING×RING（2010年5月24日）表参道FAB
- ファンタスティック（2010年5月27日）新宿RUIDO K4
- ファンタスティック（2010年5月28日）池袋RUIDO K3
- ファンタスティック（2010年5月29日）池袋RUIDO K3
- GIRLs-RockPop stadium（2010年5月30日）新宿RUIDO K4
- ファンタスティック（2010年6月1日）大塚Deepa
- GIRLS BRAVO! 35・36（2010年6月5日）渋谷RUIDO K2
- アニメ☆ダンス BEST GIG × リプルリプル★リプル Twinkle Show! 発売記念～GIRLs-RockPop stadium～ （2010年6月6日）原宿アストロホール
- Finger Mark Park vol.26（2010年6月7日）表参道FAB
- アイドルロック〜半額セール、1500円だよ、全員集合〜（2010年6月9日）亀戸yanagi
- ムトウの日（2010年6月10日）表参道FAB
- GIRLS☆STAGE 23・24（2010年6月13日）新宿RUIDO K4
- RING×RING×RING （2010年6月14日）表参道FAB
- BIRTH DAY LIVE〜今日も世界のどこかでハッピーバースデー〜（2010年6月15日）池袋RUIDO K3
- GIRLs-RockPop stadium（2010年6月20日）吉祥寺CLUB SEATA
- 小春日和で夏日和。（2010年6月23日）両国SUNRIZE
- GIRLS SPLASH 12・13（2010年6月26日）池袋RUIDO K3
- ファンタスティック（2010年6月27日）SHIBUYA DESEO
- カウントダウンFAB〜ありがとう、感謝をこめて半額セール〜（2010年6月28日）表参道FAB
- Cheer-Music Festival「チアフェス〜コスメティックロボット×小桃音まい×DokiDoki☆ドリームキャンパス×伊藤桃〜」（2010年6月29日）大塚Deepa
- ファンタスティック〜本日2010年ド真ん中!海開き!歌開き!サンマ解禁日!〜（2010年7月1日）大塚Deepa
- ファンタスティック（2010年7月3日）S新宿RUIDO K4
- GIRLs-RockPop stadium（2010年7月4日）SHIBUYA DESEO
- ネコトマイ〜着せ替えまいにゃ♪なのです☆〜（2010年7月11日）吉祥寺CLUB SEATA
- コロボス No.007-cosmeticROBOT stadium-（2010年7月11日）吉祥寺CLUB SEATA
- Finger Mark Park vol.27〜ラストFMP@FAB〜（2010年7月12日）表参道FAB
- Deep×Deep×Deep（2010年7月13日）大塚Deepa
- ファンタスティック（2010年7月17日）新宿RUIDO K4
- GIRLs-RockPop stadium（2010年7月18日）池袋RUIDO K3
- GIRLs-RockPop stadium（2010年7月19日）SHIBUYA DESEO
- 小桃音まい&DokiDoki☆ドリームキャンパス〜ドキドキ一発試験なのです☆〜（2010年7月21日）大塚Deepa
- GIRLS MARCH（2010年7月23日）大塚Deepa
- ファンタスティック（2010年7月24日）SHIBUYA DESEO
- GIRLS SPLASH 15（2010年7月24日）池袋RUIDO K3
- Sing! Dance! Smile!!（2010年7月25日）TOKYO FM HALL
- GIRLs-RockPop stadium（2010年7月25日）大塚Deepa
- GIRLs-RockPop stadium（2010年7月31日）SHIBUYA DESEO
- アイドルde海の家（2011年8月31日）江ノ島海の家 KARADA factory
- 江の島ファンタジー（2011年8月31日）江ノ島虎丸座

### イベント
- デビューシングル「yes,Do it!」インストアイベント（2010年4月27日・5月1日、石丸電気本店）4月27日ゲスト:アイドルカレッジ
- アキバアイドルA-POPサイトオープン記念イベント（2010年5月4 - 9日、石丸ソフト本店）
- アニメ☆ダンス BEST GIG × リプル★リプル Twinkle Show!発売記念イベント（2010年5月25 - 26日・29 - 30日、石丸ソフト本店)
- リプル★リプル Twinkle Show! ×アニメ☆ダンス BEST GIG 発売記念「のみこのNOMICALラヂヲ公開生収録」（2010年6月13日、アニメイト横浜）
- 小桃音まい 4thシングル「コズミック☆UNIVERSE」発売記念・真夏の民族大移動ツアー2010「新曲発表〜石丸サンのようにでっかくなるのです☆」〜皆さん、8ケ月ぶりにまいにゃのCDが出ますよぉ♪〜（2010年6月27日、石丸ソフト本店)
- DokiDoki☆ドリームキャンパス 2ndシングル「キャラメル★ハート」インストアイベント（2010年7月6日 - 10日、石丸ソフト本店）
- DokiDoki☆ドリームキャンパス緊急授業～石丸→大塚（2010年7月6日、大塚Deepa）
- DokiDoki☆ドリームキャンパス感謝祭 2days〜オリコンデイリー7位ありがとう&志望校”完売”、日々勉強中〜（2010年7月15日 - 16日、石丸ソフト本店）
- TOKYO IDOL FESTIVAL 2010 @Shinagawa（2010年8月7日 - 8日、品川ステラボール・よしもとプリンスシアター・品川プリンスホテル周辺施設）
- DokiDoki☆ドリームキャンパス 3rdシングル「ぴんぽんダッシュ」インストアイベント（2011年1月 - 2月6日 イオン浦和美園にて3,000枚完売）
- 期間限定タイアップカフェ「DokiDoki☆放課後寄り道倶楽部」（2011年7月11日 - 7月24日）秋葉原「喫茶全力」にてメンバーが従業員として出迎え。7月16日には4人の新メンバーがお披露目された。
- DokiDoki☆ドリームキャンパス 4thシングル「Jelly☆Beans」インストアイベント（2011年8月19日 - 5,000枚限定）
- DokiDoki☆ドリームキャンパス CD「Jelly☆Beans」リリース記念握手会～コンプリートなるか?! 怒涛の都内3箇所連続握手会～（2011年8月26日）秋葉原石丸本店～新宿ライカエジソン東京店～タワーレコード新宿店10F